# Архиепархия Беневенто
Архиепархия Беневенто (лат. Archidioecesis Beneventana, итал. Arcidiocesi di Benevento) — архиепархия-митрополия Римско-католической церкви, входящая в церковную область Кампания. В настоящее время епархией управляет архиепископ-митрополит Андреа Муджоне. Почётный архиепископ — Серафино Спровьери.
Клир епархии включает 231 священника (153 епархиальных и 78 монашествующих священников), 32 диакона, 116 монахов, 249 монахинь.
Адрес епархии: Palazzo Arcivescovile, Piazza Orsini 27, 82100 Benevento, Italia.

## Территория
В юрисдикцию епархии входят 116 приходов, находящихся в городе Беневенто и 67-ми коммунах области Кампания: в провинциях Беневенто и Авеллино — Арпаизе, Сан-Бартоломео-ин-Гальдо, Монтемилетто, Пьетрадефузи, Пьетрасторнина, Рейно, Франьето-л'Абате, Санта-Кроче-дель-Саннио, Сан-Джорджо-Ла-Молара, Червинара, Сан-Джорджо-дель-Саннио, Роккабашерана, Сан-Никола-Манфреди, Падули, Петруро-Ирпино, Лапьо, Фольянизе, Торре-Ле-Ночелле, Витулано, Сант'Анджело-а-Куполо, Паго-Веяно, Торрекузо, Кальви, Чеппалони, Сан-Лупо, Монтефуско, Базеличе, Сан-Леучо-дель-Саннио, Морконе, Сан-Марко-дей-Кавоти, Паннарано, Альтавилла-Ирпина, Аполлоза, Монтефальчоне, Монтесаркьо, Сан-Надзаро, Туфо, Апиче, Пьетрельчина, Молинара, Паупизи, Каутано, Колле-Саннита, Вентикано, Сант'Арканджело-Тримонте, Сан-Мартино-Саннита, Сассиноро, Торриони, Бонеа, Камполи-дель-Монте-Табурно, Буональберго, Кастельпото, Кастельветере-ин-Валь-Форторе, Санта-Паолина, Кьянке, Монтекальво-Ирпино, Паолизи, Сан-Мартино-Валле-Каудина, Токко-Каудио, Франьето-Монфорте, Чирчелло, Ротонди, Фояно-ди-Валь-Форторе, Камполаттаро, Кастельпагано, Песко-Саннита, Понтеландольфо.
Кафедра архиепископа-митрополита находится в городе Беневенто в Соборе Санта Мария де Эпископио.
В состав митрополии (церковной провинции) Беневенто входят:
- Архиепархия Беневенто;
  - Архиепархия  Сант-Анджело-деи-Ломбарди-Конца-Нуско-Бизаччи;
  - Епархия Авеллино;
  - Епархия Ариано-Ирпино-Лачедонии;
  - Епархия Черрето-Саннита-Телезе-Сант-Агата-де-Готи.

## История
Кафедра Беневенто была основана в I веке. Первым епископом Беневенто был святой Фотин, посланный в город святым апостолом Петром в 40 году.
26 мая 969 года буллой Cum certum sit Папы Иоанна XIII епархия Беневенто была возведена в ранг архиепархии-митрополии. Архиереи получили ряд особых привилегий, например, право накладывать свинцовую печать на свои послания, носить камауро и предстоятельствовать во время совершения Святейшей Евхаристии при посещении архиепархии понтификом. Две последние привилегии были упразднены Папой Павлом II в 1466 году при архиепископе Никколо Пикколомини.
В период раннего средневековья в состав митрополии Беневенто входило до 32 епископств-суффраганств: Аквапуртиды, Сант-Агата-де-Готи, Алифе, Ариано, Асколи, Авеллино, Бояно, Бовино, Драгонары, Фьорентино, Фридженто, Гвардальфьери, Ларино, Лезины, Лимозано, Лучеры, Монтекорвино, Монтемарано, Ордона, Квинтодечимо, Сепино, Сессола, Телезе, Термоли, Токко Каудио, Тортиволи, Тривенто, Тревико, Трои, Биккари, Вольтурары. С 668 по 1036 год епархия Спиното была объединена с архиепархией Беневенто по принципу aeque principaliter.
В начале XII века число епископств-суффраганств было уменьшено до 24. В 1374 году при епископе Угоне Гвидарди в Беневенто прошёл поместный собор, после которого наименование всех 24 епархий были высечены на бронзовых вратах собора в Беневенто.
Эта большая церковная область была разделена между пятью церковными провинциями: Беневенто, Казерта, Кампобассо, Фоджа и Авеллино.
До 1945 года в состав церковной провинции архиепархии Беневенто входило 30 епископств-суффраганств: Сант-Агата-деи-Готи, Ариано, Асколи-э-Чериньолы, Авеллино, Бояно, Бовино, Черрето (Телезе), Ларино, Лучера, Монтеверджине, Пьедимонте (Алифе), Сан-Северо и Термоли.
Два архиепископа Беневенто были избраны Папами под именами Павла III и Бенедикта XIII.
В самом городе Беневенто родились три будущих Папы — Григорий VIII, Феликс IV и Виктор III.

## Ординарии архиепархии
- Святой Януарий († 305);
- Феофил[итал.] (упоминается в 313)
- Святой Дор I (упоминается в 320)
- Святой Аполлоний (упоминается в 326)
- Святой Кассиан (упоминается в 340)
- Святой Януарий II[итал.] (упоминается в 343)
- Линиан I (упоминается в 369)
- Святой Эмилий[итал.] (405)
- Святой Иоанн I (415—448);
- Святой Дор II[итал.] (448—450);
- Святой Таммар (р. около 410 — † 490, упоминается в 465);
- Святой Соф (490);
- Епифаний (494—499);
- Феликс I (упоминается в 520);
- Святой Маркиан (упоминается в 533);
- Святой Зенон (Зосим) (упоминается в 543);
- Феликс II (упоминается в 585);
- Линиан II (упоминается в 591);
- Давид I (упоминается в 600);
- Варвар[итал.] (упоминается в 602);
- Альфан (упоминается в 615);
- Хильдебранд[итал.] (652—663);
- Святой Барбат (663—682);
- Блаженный Иоанн II[итал.] (684—716);
- Тотон[итал.] (упоминается в 733);
- Моноальд[итал.] (упоминается в 743);
- Иоанн III (упоминается в 748);
- Давид II[итал.] (787, † около 796);
- Гутто (825—833);
- Урс[итал.] (833);
- Эрмерисс (839—845);
- Иоанн IV (845 — ?);
- Иоанн V (852 — ?);
- Айон[итал.] (871 — † 886);
- Пётр[итал.] (887 — † 914);
- Иоанн VI[итал.] (914— † 928);
- Иоанн VII[итал.] (943—956);
- Ландольф I[итал.] (956—983);
- Алоне[итал.] (983);
- Альфано I[итал.] (985 — † 1001);
- Альфано II[итал.] (1001 — † 1045);
- Мальдефридо (1045—1053);
- Оульдарико (1053—1069);
- Аурелио (около 1071 — † около 1074);
- Святой Милоне (1074 — † 23.02.1076);
- Роффредо I (19.06.1076 — † 09.09.1107);
- Ландольфо Рангоне (08.11.1108 — † 04.08.1119);
- Роффредо II (1120 — † 1130);
- Ландольфо де Гардеризио (1130—1132);
- Грегорио (1130—1145);
- Розеола (1145—1146);
- Пьетро II (1147/1148 — † около ??.03.1155);
- Энрико (1157—1170);
- Ломбардо (1171—1177/1179);
- Руджеро O.S.B. (1179 — † 1221);
- Уголино де Комите (1221 — † около 1251);
- Капоферро (1252 — † 17.09.1280);
- Джованни ди Кастрочело[итал.], O.S.B. (17.06.1282 — 13.10.1294 назначен апостольским администратором);
  - Джованни ди Кастрочело, O.S.B., апостольский администратор (13.10.1294 — † 22.02.1295);
- Джованни X (02.10.1295 — 02.01.1301 назначен архиепископом Капуи);
- Аденольфо (02.01.1301—1302);
- Блаженный Джакомо да Витербо[итал.], O.E.S.A.[итал.] (03.09.1302 — ??.12.1302 назначен архиепископом Неаполя);
- Мональдо Мональдески, O.F.M.[итал.] (??.12.1302 — † ??.12.1331);
- Арнальдо де Брусако, O.F.M. (10.01.1332 — † 1344);
- Гульельмо Иснарди, O.F.M. (03.03.1344 — † 1346);
- Стефано Дюпен (06.03.1346 — † 1350);
- Пьетро Дюпен (18.10.1350 — † 1360);
- Жеро (Джерауд) (04.12.1360 — ?);
- Гульельмо (Гийом) Буржуа (1362 — † ?);
- Угоне да Бруксео, O.P. (22.03.1363 — † ?);
- Угоне Гвидарди (19.11.1365—1378);
- Франческо Угуччоне[итал.] (1383 — 28.08.1384 назначен архиепископом Бордо, † 14.07.1412);
- Николо Цаназио[итал.] (1384 — в 1385 назначен архиепископом Неаполя, † 25.08.1389);
- Донато д’Aквино (1385 — † 08.04.1426);
- Паоло Капраника (16.06.1427 — † 31.12.1428);
- Гаспаре Колонна (07.01.1429 — † 04.07.1435);
- Асторджо Аньези[итал.] (08.02.1436 — † 10.10.1451);
- Джакомо делла Ратта (13.10.1451 — в 1460 низложен);
- Алессио де Чезари (22.03.1462 — † 31.07.1464);
- Никколо Пикколомини[итал.] (03.08.1464 — † 21.10.1467);
- Коррадо Капече (30.10.1467 — † 1482);
- Леонардо Грифо (23.09.1482 — † 24.10.1485);
- Лоренцо Чибо де Мари[итал.] (05.12.1485 — 20.01.1503 подал в отставку, † 21.12.1503);
- Людовико Подокатаро[итал.] (20.01.1503 — 08.01.1504 назначен апостольским администратором);
  - Людовико Подокатаро, апостольский администратор (08.01.1504 — † 25.08.1504);
  - Галеотто Франчотти делла Ровере[итал.], апостольский администратор (30.08.1504 — † 11.09.1508);
  - Систо Гара делла Ровере[итал.], апостольский администратор (11.09.1508 — 06.03.1514 подал в отставку, † 08.03.1517);
  - Алессандро Фарнезе Старший, апостольский администратор (06.03.1514 — 31.08.1522 подал в отставку);
- Альфонсо Сфорца ди Санта Фьора (31.08.1522 — † ?);
  - Алессандро Фарнезе Старший, апостольский администратор (1528 — 12.01.1530 подал в отставку, 13.01.1534 избран Папой под именем Павла III, † 10.10.1549);
- Франческо делла Ровере (12.01.1530 — 02.04.1544 подал в отставку);
- Джованни Делла Каза (02.04.1544 — † 14.10.1556);
  - Алессандро Фарнезе Младший, апостольский администратор (22.11.1556 — 16.01.1560 подал в отставку, † 02/03.1589);
- Джакомо Савелли[итал.] (26.01.1560 — 17.05.1574 подал в отставку, † 05.12.1587);
- Массимилиано Паломбара[итал.] (17.05.1574 — † 23.01.1607);
- Помпео Арригони[итал.] (07.02.1607 — † 04.04.1616);
- Алессандро ди Сангро (02.05.1616 — † 18.02.1633);
- Агостино Ореджи (28.11.1633 — † 12.07.1635);
  - место вакантно (1635—1642);
- Винченцо Макулани, O.P. (13.01.1642 — 18.05.1643 подал в отставку, † 16.02.1667);
- Джован Баттиста Фоппа[итал.], C.O. (18.05.1643 — † 18.12.1673);
- Джузеппе Болонья[итал.] (12.03.1674 — 19.02.1680 подал в отставку, † 02.08.1697);
- Джироламо Гастальди (19.02.1680 — † 08.04.1685);
- Пьетро Франческо Орсини, O.P. (18.03.1686 — 29.05.1724 избран Папой с именем Бенедикт XIII);
  - Бенедикт XIII, апостольский администратор (29.05.1724 — † 23.02.1730);
- Никколо Паоло Андреа Коша (23.02.1730 — 08.01.1731 подал в отставку, † 08.02.1755);
- Синибальдо Дориа (21.05.1731 — † 02.12.1733);
- Серафино Ченчи (18.12.1733 — † 24.06.1740);
- Франческо Ланди (18.09.1741 — 17.01.1752 подал в отставку, † 11.02.1757);
- Франческо Пакка[итал.] (20.03.1752 — † 14.07.1763);
- Джанбаттиста Коломбини, O.F.M.Conv. (19.12.1763 — † 03.02.1774);
- Франческо Мария Бандити, C.R. (29.05.1775 — † 27.01.1796);
- Доменико Спинуччи (27.06.1796 — † 21.12.1823);
- Джованни Баттиста Бусси (03.05.1824 — † 31.01.1844);
- Доменико Карафа делла Спина ди Траэтто (22.07.1844 — † 17.06.1879);
- Камилло Сичилиано ди Ренде (12.05.1879 — † 16.05.1897);
- Донато Мария Делл’Ольо (05.02.1898 — † 18.01.1902);
- Бенедетто Бонацци, O.S.B. (09.06.1902 — † 23.04.1915);
- Алессио Аскалези, C.PP.S.[итал.] (09.12.1915 — 07.03.1924 назначен архиепископом Неаполя, † 11.05.1952);
- Луиджи Лавитрано (16.07.1924 — 29.09.1928 назначен архиепископом Палермо, † 02.02.1950);
- Адеодато Джованни Пьяцца, O.C.D. (29.01.1930 — 16.12.1935 назначен патриархом Венеции, † 30.10.1957);
- Агостино Манчинелли (15.04.1936 — † 01.01.1962);
- Раффаэле Калабрия[итал.] (01.01.1962 — † 24.05.1982);
- Карло Минкьятти (06.08.1982 — 25.11.1991 отозван);
- Серафино Спровьери[итал.] (25.11.1991 — 03.05.2006 отозван, † 03.01.2018);
- Андреа Муджоне[итал.] (03.05.2006 — 18.02.2016 отозван, † 26.02.2020);
- Феличе Акрокка[итал.] с 18 февраля 2016

## Статистика
На конец 2006 года из 267 000 человек, проживающих на территории епархии, католиками являлись 265 000 человек, что соответствует 99,3 % от общего числа населения епархии.
| год  | население | население | население | священники | священники        | священники         | священники                           | постоянные диаконы | монахи  | монахи  | приходы |
| год  | католики  | всего     | %         | всего      | белое духовенство | черное духовенство | число католиков на одного священника | постоянные диаконы | мужчины | женщины | приходы |
| ---- | --------- | --------- | --------- | ---------- | ----------------- | ------------------ | ------------------------------------ | ------------------ | ------- | ------- | ------- |
| 1950 | 333.500   | 335.000   | 99,6      | 371        | 267               | 104                | 898                                  |                    | 187     | 370     | 161     |
| 1959 | 333.500   | 333.900   | 99,9      | 326        | 220               | 106                | 1.023                                |                    | 180     | 435     | 163     |
| 1970 | 319.495   | 321.114   | 99,5      | 317        | 193               | 124                | 1.007                                |                    | 192     | 469     | 163     |
| 1980 | 285.194   | 287.423   | 99,2      | 261        | 156               | 105                | 1.092                                |                    | 129     | 377     | 165     |
| 1990 | 266.000   | 270.000   | 98,5      | 209        | 118               | 91                 | 1.272                                | 3                  | 119     | 208     | 120     |
| 1999 | 263.000   | 265.744   | 99,0      | 244        | 117               | 127                | 1.077                                | 16                 | 210     | 320     | 117     |
| 2000 | 263.100   | 265.800   | 99,0      | 250        | 130               | 120                | 1.052                                | 18                 | 197     | 324     | 116     |
| 2001 | 263.100   | 265.800   | 99,0      | 243        | 132               | 111                | 1.082                                | 19                 | 186     | 314     | 116     |
| 2002 | 263.100   | 265.800   | 99,0      | 250        | 142               | 108                | 1.052                                | 19                 | 179     | 291     | 116     |
| 2003 | 263.100   | 265.800   | 99,0      | 249        | 151               | 98                 | 1.056                                | 20                 | 150     | 280     | 116     |
| 2004 | 265.000   | 266.300   | 99,5      | 251        | 154               | 97                 | 1.055                                | 20                 | 150     | 280     | 116     |
| 2006 | 265.000   | 267.000   | 99,3      | 231        | 153               | 78                 | 1.147                                | 32                 | 116     | 249     | 116     |